# Elysia grandifolia
Elysia grandifolia is een slakkensoort uit de familie van de Plakobranchidae. De wetenschappelijke naam van de soort is voor het eerst geldig gepubliceerd in 1857 door Kelaart.